# Millwall Football Club
Maillots
Actualités
Le Millwall Football Club est un club anglais de football fondé en 1885. Il est basé dans la banlieue sud de Londres, bien que le quartier originel du club soit situé dans l'East London, à quelques kilomètres du stade actuel, du côté sud de la Tamise. Depuis la saison 2017-2018, le club évolue en EFL Championship (deuxième division anglaise).

## Repères historiques
Fondé en 1885 par Delume, célèbre patron de l'époque, le club adopte un statut professionnel en 1893 et rejoint la League en 1920 (Division 3-Sud). Le club est fondé en 1885 sous le nom de « Millwall Rovers » par des ouvriers d'une fabrique de confiture puis est rebaptisé « Millwall Athletic » en 1889, puis « Millwall Football & Athletic Company Limited » en 1985. C'est pourtant le nom « Millwall FC » qui est aujourd'hui d'usage courant pour le dénommer.
Réputé ancré dans la classe ouvrière locale et plus particulièrement dans le milieu des dockers londoniens, le club de Millwall a passé la majeure partie de son existence dans les divisions nationales inférieures à l'actuelle Premier League anglaise, ne visitant l'échelon suprême qu'à une seule reprise, à la fin des années 1980, pendant seulement deux saisons (1988-1989, 1989-1990), à l'époque où le jeune Teddy Sheringham menait l'attaque des Lions en compagnie de Tony Cascarino et se révélait au grand public. Depuis lors, la finale de la Cup en 2004, perdue face à Manchester United FC, suivie d'une participation à la Coupe UEFA l'année suivante (élimination lors du premier tour face au club hongrois de Ferencváros TC), furent les moments de gloire les plus marquants de ces dernières années.
En 2006, le club bascule du deuxième échelon national (Football League Championship) au troisième (Football League One). Le conseil d'administration révèle alors un ambitieux projet soutenu par de nouveaux investisseurs, projet censé revaloriser le quartier du « New Den ». Porté par une des formations les plus soutenues de League One, le club profite de ce projet de revalorisation lors de l'exercice 2009-2010 et s'élève à nouveau dans la hiérarchie du football anglais en atteignant le Championship (deuxième division) mais le club est de retour en EFL League one (troisième division anglaise) en fin de saison 2014-2015.
À l'issue de la saison 2016-17, le club est promu en EFL Championship (deuxième division), grâce à sa victoire sur Bradford City en finale des play-off.

## Palmarès
- Championnat d'Angleterre de deuxième division
  - Champion : 1988
- Championnat d'Angleterre de troisième division
  - Champion : 2001
- Championnat d'Angleterre de troisième division (sud)
  - Champion : 1928, 1938
  - Vice Champion : 1953
- Championnat d'Angleterre de quatrième division
  - Champion : 1962
  - Vice Champion : 1965
- Coupe d'Angleterre
  - Finaliste : 2004

## Joueurs et personnages du club

### Entraîneurs
| Nom             | Période   |
| --------------- | --------- |
| Fred Kidd       | 1890-1899 |
| Edward Stopher  | 1899-1900 |
| George Saunders | 1900-1910 |
| Bert Lipsham    | 1911-1918 |
| Bob Hunter      | 1918-1933 |
| Billy McCracken | 1933-1936 |
| Charlie Hewitt  | 1936-1940 |
| William Voisey  | 1940-1944 |
| Jack Cock       | 1944-1948 |
| Charlie Hewitt  | 1948-1956 |
| Ron Gray        | 1956-1958 |
| Jimmy Seed      | 1958-1959 |
| Reg Smith       | 1959-1961 |
| Ron Gray        | 1961-1963 |
| Billy Gray      | 1963-1966 |
| Benny Fenton    | 1966-1974 |

| Nom                          | Période   |
| ---------------------------- | --------- |
| Gordon Jago                  | 1974-1977 |
| Theo Foley                   | intérim   |
| George Petchey               | 1978-1980 |
| Terry Long                   | intérim   |
| Peter Anderson               | 1980-1982 |
| Barry Kitchener              | intérim   |
| George Graham                | 1982-1986 |
| John Docherty                | 1986-1990 |
| Bob Pearson                  | intérim   |
| Bruce Rioch                  | 1990-1992 |
| Mick McCarthy                | 1992-1996 |
| Jimmy Nicholl                | 1996-1997 |
| John Docherty                | 19970     |
| Billy Bonds                  | 1997-1998 |
| Keith Stevens                | 1998-1999 |
| Keith Stevens / Alan McLeary | 1999-2000 |

| Nom                       | Période               |
| ------------------------- | --------------------- |
| Steve Gritt               | intérim               |
| Ray Harford               | intérim               |
| Mark McGhee               | 2000-2003             |
| Dennis Wise               | 2003-2005             |
| Steve Claridge            | 20050                 |
| Colin Lee                 | 2005-2006             |
| David Tuttle              | 20060                 |
| Tony Burns / Alan McLeary | intérim               |
| Nigel Spackman            | 20060                 |
| Willie Donachie           | 2006-2007             |
| Richard Shaw / Colin West | intérim               |
| Kenny Jackett             | 2007-20130            |
| Steve Lomas               | 2013-déc. 2013        |
| Ian Holloway              | jan. 2014 - mars 2015 |
| Neil Harris               | mars 2015 - oct. 2019 |
| Gary Rowett               | oct. 2019 - oct. 2023 |
| Joe Edwards               | nov. 2023 - fév. 2024 |
| Neil Harris               | fév. 2024 - déc. 2024 |
| Alex Neil                 | depuis jan. 2025      |

### Joueurs emblématiques
Le club honore ses joueurs les plus emblématiques au sein du Millwall FC Hall of fame. Les joueurs que le club considère comme emblématiques sont les suivants :
- Alf Amos (en) (1922-1930)
- Gordon Bolland (en) (1968-1975)
- Les Briley (en) (1984-1991)
- Terry Brisley (en) (1975-1978)
- Joe Broadfoot (en) (1958-1964 et 1966-1967)
- Dennis Burnett (en) (1967-1975)
- Tony Cascarino (1987-1990)
- Jack Cock (1927-1931
- Jimmy Constantine (en) (1948-1952)
- Harry Cripps (en) (1960-1974)
- Eamon Dunphy (1966-1974)
- Malcolm Finlayson (en) (1948-1956)
- George Fisher (en) (1945-1954)
- John Gilchrist (1961-1969)
- Terry Hurlock (en) (1986-1990)
- Alex Jardine (en) (1950-1958)
- Johnny Johnson (en) (1946-1957)
- Bryan King (en) (1967-1975)
- Barry Kitchener (en) (1966-1982)
- Derek Possee (en) (1967-1975)
- Teddy Sheringham (1984-1991)
- Tony Towner (en) (1978-1980)
- Phil Walker (en) (1975-1979)
- Keith Weller (1967-1970)

#### Internationaux
| Joueur         | Sélections | Période | Sél. (total) |
| -------------- | ---------- | ------- | ------------ |
| Herbert Banks  | 1          | 1901    | 1            |
| John Sutcliffe | 1          | 1903    | 5            |
| Jack Fort      | 1          | 1921    | 1            |

| Joueur       | Sélections | Période | Sél. (total) |
| ------------ | ---------- | ------- | ------------ |
| Freddie Fox  | 1          | 1925    | 1            |
| Len Graham   | 2          | 1925    | 2            |
| Richard Hill | 1          | 1926    | 1            |

| Joueur        | Sélections | Période   | Sél. (total) |
| ------------- | ---------- | --------- | ------------ |
| Harry Roberts | 1          | 1931      | 1            |
| Reg Smith     | 2          | 1938      | 2            |
| Total         | 10         | 1901-1938 | -            |

### Effectif actuel
Le 30 juillet 2025
| N° | Nat.                           | Poste | Nom du joueur                    |
| -- | ------------------------------ | ----- | -------------------------------- |
| 1  | Drapeau du Danemark            | G     | Lukas Jensen                     |
| 2  | Drapeau de l'Irlande           | D     | Danny McNamara                   |
| 3  | Drapeau de l'Angleterre        | D     | Zak Sturge                       |
| 4  | Drapeau de la France           | D     | Tristan Crama                    |
| 5  | Drapeau de l'Angleterre        | D     | Jake Cooper                      |
| 6  | Drapeau de l'Angleterre        | D     | Japhet Tanganga                  |
| 7  | Drapeau de l'Écosse            | A     | Kevin Nisbet                     |
| 8  | Drapeau de l'Angleterre        | M     | Billy Mitchell                   |
| 9  | Drapeau de la Serbie           | A     | Mihailo Ivanović                 |
| 10 | Drapeau de l'Algérie           | M     | Camiel Neghli                    |
| 11 | Drapeau de l'Angleterre        | A     | Femi Azeez                       |
| 12 | Drapeau de l'Angleterre        | M     | Adam Mayor                       |
| 13 | Drapeau de l'Allemagne         | G     | Steven Benda (en prêt de Fulham) |
| 14 | Drapeau de l'Angleterre        | M     | Alfie Doughty                    |
| 15 | Drapeau de la Nouvelle-Zélande | G     | Max Crocombe                     |
| 16 | Drapeau de l'Écosse            | M     | Daniel Kelly                     |

| No. | Nat.                    | Position | Nom du joueur          |
| --- | ----------------------- | -------- | ---------------------- |
| 17  | Drapeau de l'Angleterre | A        | Macaulay Langstaff     |
| 18  | Drapeau de l'Angleterre | M        | Ryan Leonard           |
| 19  | Drapeau de l'Angleterre | A        | Josh Coburn            |
| 21  | Drapeau de l'Australie  | M        | Massimo Luongo         |
| 22  | Drapeau de l'Irlande    | A        | Aidomo Emakhu          |
| 23  | Drapeau de l'Angleterre | D        | Joe Bryan              |
| 24  | Drapeau de la Belgique  | M        | Casper De Norre        |
| 25  | Drapeau de l'Angleterre | M        | Luke Cundle            |
| 26  | Drapeau de l'Angleterre | M        | Benicio Baker-Boaitey  |
| 27  | Drapeau de l'Angleterre | D        | Kamarl Grant           |
| 28  | Drapeau de l'Angleterre | A        | Ajay Matthews          |
| 29  | Drapeau de l'Angleterre | A        | Zak Lovelace           |
| 31  | Drapeau de l'Angleterre | M        | Raees Bangura-Williams |
| 41  | Drapeau de l'Angleterre | G        | George Evans           |
| 45  | Drapeau de la Jamaïque  | D        | Wes Harding            |

### Prêtés à autres clubs
| N° | Nat.                    | Poste | Nom du joueur                |
| -- | ----------------------- | ----- | ---------------------------- |
| 30 | Drapeau de l'Angleterre | D     | Chinwiki Okoli (au Bromley)  |
| 31 | Drapeau de l'Angleterre | G     | Joe Wright (au Salford City) |
| 38 | Drapeau de l'Angleterre | A     | Nana Boateng (au Woking)     |

## Structures du club

### Stade
Le club joue ses matchs à domicile dans son stade du Den. Celui-ci a une capacité de 20 146 places.

### Sponsors
Pour la saison 2012-2013, Millwall a comme sponsor principal, Racing+, un hebdomadaire sportif anglais. Le sponsor au dos du maillot est BestPay, un prestataire de services financiers.
Pour la saison 2013-2014, Millwall a comme sponsor principal, Prostate Cancer UK, une association anglaise qui lutte contre le cancer de la prostate. Au dos du maillot, le sponsor est Wallis Teagan, un prestataire de service de maintenance.

### Équipementier
De 2010 à 2016 l'équipementier du club est Macron.
Après une pause de deux ans pendant lequel c'est Erreà qui équipe le club, la saison 2018-2019 marque le retour de Macron.

## Culture populaire
Millwall est souvent associé au hooliganisme, d'ailleurs le club est représenté dans les films Hooligans de Lexi Alexander et The Football Factory de Nick Love.